# Maulmacher
Maulmacher ist ein Gemeindeteil der Großen Kreisstadt Dinkelsbühl im Landkreis Ansbach (Mittelfranken, Bayern). Maulmacher liegt in der Gemarkung Dinkelsbühl.

## Geografie
Die Einöde besteht aus drei Wohngebäuden, sechs Nebengebäuden und einer Geflügelzuchtanlage. Sie liegt an der Wörnitz und am Wiesengraben, der dort als rechter Zufluss in die Wörnitz mündet. Eine Gemeindeverbindungsstraße führt die Staatsstraße 2218 kreuzend nach Dinkelsbühl (1,1 km südlich) bzw. nach Burgstall (1,9 km nordwestlich).

## Geschichte
Die Fraisch über die Maulmacher war strittig zwischen dem ansbachischen Oberamt Feuchtwangen, dem oettingen-spielbergischen Oberamt Dürrwangen und der Reichsstadt Dinkelsbühl. Das Anwesen hatte die Reichsstadt Dinkelsbühl als Grundherrn.
Im Jahr 1809 wurde Maulmacher infolge des Gemeindeedikts dem Steuerdistrikt und der Munizipalgemeinde Dinkelsbühl zugeordnet.

## Einwohnerentwicklung
| Jahr      | 001836 | 001840 | 001871 | 001885 | 001900 | 001925 | 001950 | 001961 | 001970 | 001987 |
| Einwohner | 6      | 5      | 8      | 7      | 6      | 4      | 2      | 3      | 8      | 11     |
| Häuser    | 1      | 1      |        | 1      | 1      | 1      | 1      | 1      |        | 2      |
| Quelle    | [ 9 ]  | [ 10 ] | [ 11 ] | [ 12 ] | [ 13 ] | [ 14 ] | [ 15 ] | [ 16 ] | [ 17 ] | [ 1 ]  |

## Religion
Der Ort ist seit der Reformation evangelisch-lutherisch geprägt und bis heute nach Heilig Geist (Dinkelsbühl) gepfarrt (seit 1843 St. Paul (Dinkelsbühl)). Die Katholiken sind nach St. Georg (Dinkelsbühl) gepfarrt.